# Liste der Hersteller von Beatmungsgeräten
Diese Liste enthält Hersteller von Beatmungsgeräten.
| Hersteller                    | Notfall- respiratoren | Intensiv- respiratoren | Heim- respiratoren | Tank- respiratoren | Coventor | Globaler Marktanteil: Notfall/Intensiv (Stand 2019) | Globaler Marktanteil: Mobile Geräte (Stand 2019) | Land                   |
| ----------------------------- | --------------------- | ---------------------- | ------------------ | ------------------ | -------- | --------------------------------------------------- | ------------------------------------------------ | ---------------------- |
| Air Liquide                   |                       |                        |                    |                    |          |                                                     | 3 %                                              | Frankreich             |
| APEX                          |                       |                        |                    |                    |          |                                                     |                                                  | Taiwan                 |
| Boston Scientific             |                       |                        |                    |                    | ✔        |                                                     |                                                  | USA                    |
| DeVilbiss                     |                       |                        |                    |                    |          |                                                     |                                                  | USA                    |
| Drägerwerk                    | ✔                     | ✔                      |                    |                    |          | 16 %                                                | 24 %                                             | Deutschland            |
| Dyson                         |                       |                        |                    |                    |          |                                                     |                                                  | Vereinigtes Königreich |
| eVent Medical                 |                       |                        |                    |                    |          |                                                     |                                                  | USA                    |
| Fisher & Paykel Healthcare    |                       |                        |                    |                    |          |                                                     |                                                  | Neuseeland             |
| Fritz Stephan GmbH            | ✔                     | ✔                      |                    |                    |          |                                                     |                                                  | Deutschland            |
| GE Healthcare                 |                       |                        |                    |                    |          | 2 %                                                 |                                                  | USA                    |
| Getinge                       | ✔                     | ✔                      |                    |                    |          | 22 %                                                |                                                  | Schweden               |
| Hamilton Bonaduz              | ✔                     | ✔                      |                    |                    |          | 22 %                                                | 18 %                                             | Schweiz/USA            |
| heyer medical AG              | ✔                     | ✔                      | ✔                  |                    |          |                                                     |                                                  | Deutschland            |
| Löwenstein Medical Innovation |                       | ✔                      |                    |                    |          | 3 %                                                 |                                                  | Deutschland            |
| Löwenstein Medical Technology |                       |                        | ✔                  |                    |          |                                                     |                                                  | Deutschland            |
| Maquet                        |                       |                        |                    |                    |          |                                                     |                                                  | Deutschland            |
| Medtronic                     |                       | ✔                      |                    |                    | ✔        | 5 %                                                 | 4 %                                              | Irland                 |
| MEK-ICS                       |                       |                        |                    |                    |          |                                                     |                                                  | Südkorea               |
| Mindray                       |                       |                        |                    |                    |          | 10 %                                                |                                                  | China                  |
| O Two                         |                       |                        |                    |                    |          |                                                     | 4 %                                              | Kanada                 |
| Philips                       |                       |                        |                    |                    |          | 2 %                                                 |                                                  | Niederlande            |
| Project Pitlane               |                       |                        |                    |                    |          |                                                     |                                                  | Vereinigtes Königreich |
| ResMed                        |                       |                        | ✔                  |                    |          |                                                     |                                                  | USA                    |
| AO Schwabe                    |                       | ✔                      |                    |                    |          |                                                     |                                                  | Russland               |
| Servona                       |                       |                        | ✔                  |                    |          |                                                     |                                                  | Deutschland            |
| Smiths Medical                |                       |                        |                    |                    |          |                                                     | 4 %                                              | USA                    |
| SLE                           |                       |                        |                    |                    |          |                                                     |                                                  | Vereinigtes Königreich |
| Teijin                        |                       |                        | ✔                  |                    |          |                                                     |                                                  | Japan                  |
| Vyaire Medical                |                       |                        |                    |                    |          | 3 %                                                 | 5 %                                              | USA                    |
| Weinmann Emergency            | ✔                     |                        |                    |                    |          |                                                     | 21 %                                             | Deutschland            |
| Zoll (Asahi Kasei)            |                       |                        |                    |                    |          |                                                     | 4 %                                              | Japan                  |